# Monjas coronadas

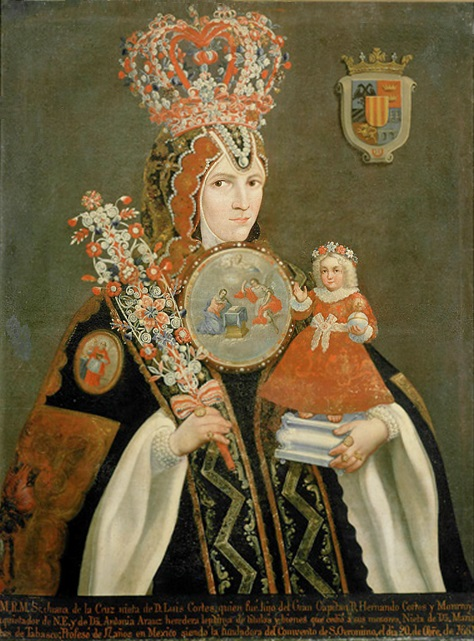
Retrato de Sor Juana de la Cruz, religiosa de la orden de las jerónimas,, óleo sobre tela. Museo de América, España.

Las «monjas coronadas» o «retratos de monjas coronadas» es un género pictórico de retrato que surgió durante el periodo virreinal de la Nueva España en el siglo XVII, extendiéndose hasta el siglo XVIII y XIX. En estos cuadros, están representadas distintas monjas, particularmente novicias que han jurado los votos perpetuos, por lo que aparecen con flores y adornos propios de una "reina de un carnaval místico".
Este género pictórico del barroco, significó la representación gráfica de la importancia de la iglesia en el mundo novohispano, además de relatar la vida conventual de las monjas y las características de la misma a través de representaciones iconográficas con elementos que aluden a la vida católica, pasajes bíblicos, votos, etc.

## Características
En todos los cuadros de las monjas, se puede observar mujeres que aparentan una edad joven, vestidas y ornamentadas con joyas y flores, con coronas de estos mismos materiales y sosteniendo velas, crucifijos o imágenes del niño Jesús. La gran mayoría son figuras estáticas mirando al suelo o al espectador y con un fondo simple.

## Iconografía
Para empezar, aparte de la interpretación teológica clara de estos cuadros, estos están rodeados de un misterio gracias al desconocimiento del personaje: lo cual abre camino a la especulación lo que hace fascinante a las obras. Y es por las mismas similitudes entre los lienzos, que parecieran dar una especie de sucesión a todo el conjunto de las mismas.
Por otro lado, las vestimentas en cada retrato son distintas, por lo que se pueden clasificar en "calzadas" (aquellas que cuentan con atuendos y joyas más lujosas, como perlas y ornamentos de plata) y "descalzas" (aquellas con atuendos más sobrios). Y dentro de todos los ornamentos, podemos encontrar la siguiente iconografía cristiana:

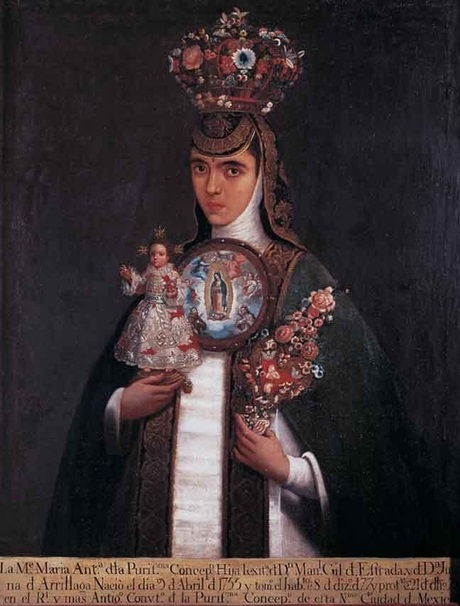
Retrato de sor María Antonia de la Purísima concepción

| Elemento                         | Significado                                                  |
| -------------------------------- | ------------------------------------------------------------ |
| Rosa roja                        | Martirio                                                     |
| Rosa blanca                      | Pureza                                                       |
| Jazmín                           | Sencillez                                                    |
| Clavel                           | Obediencia y penitencia                                      |
| Lirio                            | Pureza y castidad                                            |
| Nardo                            | Oración/ buen ejemplo de todas las costumbres                |
| Mariposas                        | Resurrección de Cristo                                       |
| Palomas                          | Paz/ Espíritu santo                                          |
| Racimo de uvas                   | Sangre de Cristo                                             |
| Esculturas de santos y angelitos | Alegorías a la vida religiosa                                |
| Velo negro                       | Bodas místicas con Cristo                                    |
| Palma                            | Victoria sobre la muerte/ representación de santos           |
| Cilicios y velas encendidad      | elementos cercanos a la vida religiosa del periodo virreinal |

## Profesión
La profesión, es la ceremonia que llevan a cabo las novicias que simbolizan su boda mística con Jesús y que marca el ingreso definitiva al convento, y de los momentos más importantes están tanto la declaración de los votos perpetuos como la coronación.

Tendida en el suelo, [la joven] es cubierta con pétalos de rosas blancas y rojas que simbolizan la pureza y martirio de la vida religiosa. El que [...] se tienda sobre el suelo con los brazos extendidos y sea materialmente cubierta con pétalos de flores representa también su muerte para el mundo o, como decían en el periodo virreinal, su muerte en el siglo. Los familiares son los encargados de cubrir a la religiosa bajo esta capa de pétalos que toman de canastos de mimbre previamente organizados. [...] Los cánticos de las religiosas son [...] el ambiente propicio para el desarrollo del evento.

Antonio Nuñez de Miranda, confesor de Sor Juana Inés de la Cruz, en la Plática doctrinal  explica como la exhorta a cumplir los votos de castidad, obediencia, pobreza y clausura y relata los pasos que se llevan a cabo en la ceremonia:

La comunidad religiosa, con velas en las manos, acompaña a la futura monja al templo; el “paraninfo” o prelado llama a la novicia para desposarse con Cristo; la novicia sube al “tálamo”, el altar; el “paraninfo” le ordena cumplir los tres votos; la novicia se viste de luto, colocándose el velo negro sobre la cabeza; le sigue la forma del desposorio, cuando a la novicia se le pone el anillo, la palma y la corona; la ya esposa de Cristo invoca al Espíritu Santo para que la proteja y, por último, el prelado le entrega a la priora del convento a la monja recién desposada con Dios, para que la cuide.

## Técnicas
En la época del virreinato, y hasta poco después del mismo, la costumbre consistía en hacer retratos al óleo de las monjas coronadas, pero con el paso del tiempo, se empezaron a utilizar otras técnicas como la fotografía (primero a blanco y negro, y después a color) y tanto las pinturas como las fotografías sólo podían realizarlas expertos dominantes en la técnica de cada una. Actualmente, se siguen realizando fotografías en la coronación y defunción de las monjas, pero ya no es necesario un experto para realizar las mismas.

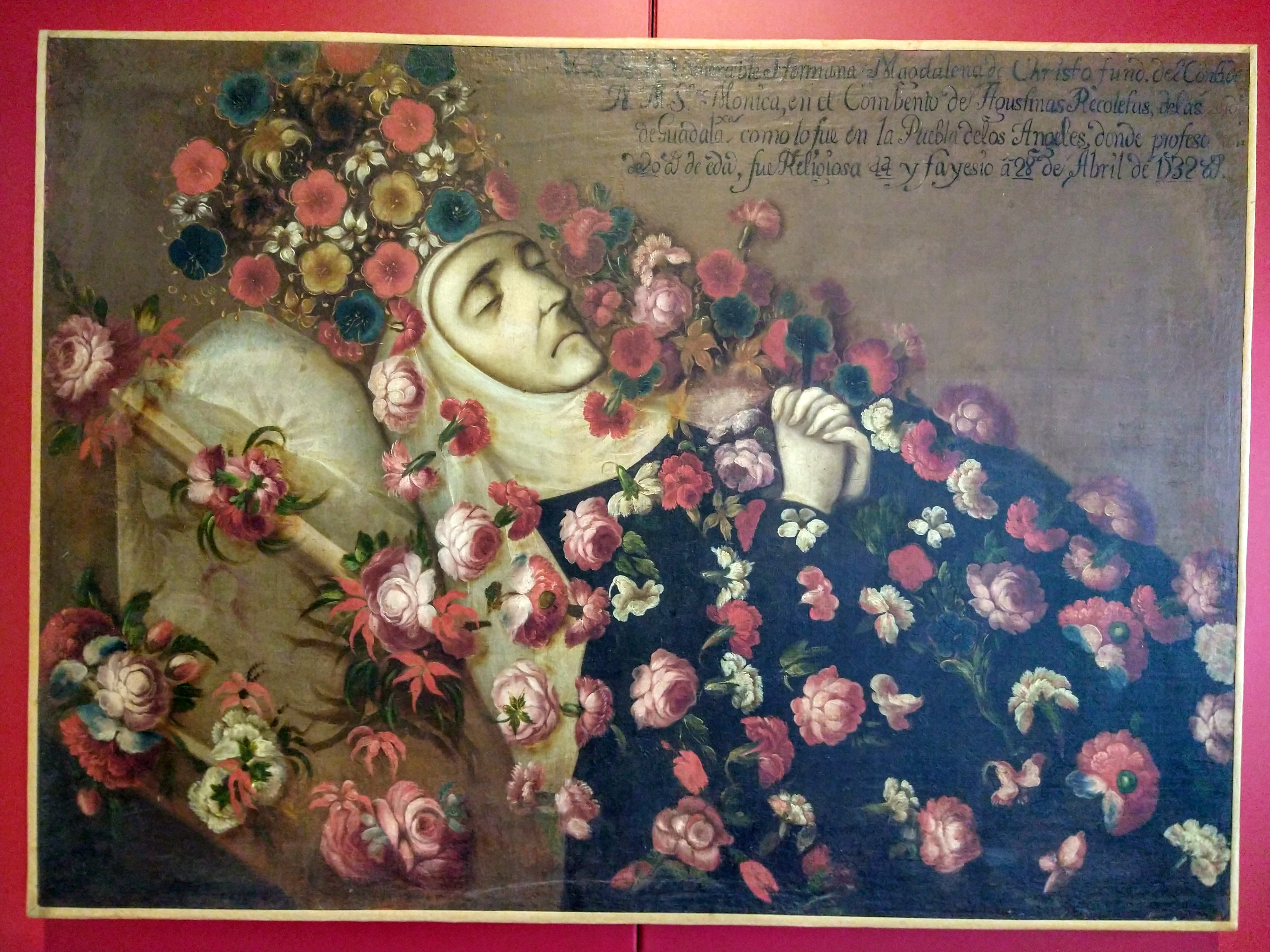
Retrato mortuorio de Sor Magdalena de Cristo, ubicado en el Museo de Arte Religioso de Santa Mónica.

Los retratos y videos de ceremonias de coronación son muy relevantes pues muestran cómo la tradición de colocar corona y palma florida continúa en los conventos hispanoamericanos en la actualidad. En numerosos conventos existen testimonios fotográficos de la corona y palma de flores que llevaron en su profesión muchas de las religiosas que actualmente viven en clausura. De igual manera, tanto en Perú como en Colombia pude observar la práctica de fotografiar el cadáver yacente de religiosas que recién habían fallecido, las cuales fueron dispuestas con sus coronas y palmas de floridas, tendidas en un sarcófago o lo que pareciera ser un camastro.